# 上泉洋
上泉 洋（かみいずみ よう、1958年（昭和33年） - ）は、日本の医師。岩見沢市立栗沢病院院長。日本外科学会専門医。北海道出身。

## 来歴・人物
基督教独立学園高等学校を経て1978年福岡大学医学部に入学。卒業後、遠軽厚生病院・国立札幌病院・苫小牧市立病院・千歳市立総合病院・市立稚内病院・石狩病院などに勤務。
1997年岩見沢市立総合病院外科医長、2023年4月から岩見沢市立栗沢病院院長を務める。

## 著書
- 『イレウスチューブ―基本と操作テクニック』医学書院、2004年10月。ISBN 4260122606。第2版、2011年。